# Ludovico Aureli
Ludovico Aureli (Perugia, 1592 – Roma, 1637) è stato un letterato e storico italiano.

## Biografia
Frequentò il Seminario Romano dei gesuiti, ma fu costretto a lasciare l'ordine per motivi di salute. Tornato a Perugia, vi esercitò la professione forense. Tra il 1618 e il 1620 fu a Vienna, come segretario dell'inviato apostolico; tornato nuovamente a Perugia, affiancò l'attività di avvocato con quella di sovrintendente della Biblioteca Augusta fino al 1634, quando andò ancora una volta a Roma, alla corte di Urbano VIII, dove rimase fino alla morte. A Roma fu legato da profonda amicizia con il nipote del papa, il cardinale Antonio Barberini, e qui poté consolidare la sua vocazione alla storiografia, attendendo ad opere di ampio respiro, quali la traduzione dal latino in italiano delle Historiae del Torsellini, con un suo supplemento per gli anni 1598-1636, e l'epitome degli Annales Ecclesiastici di Cesare Baronio, con dedica al Pontefice Urbano VIII e al Cardinale Barberini. Morì nel 1637 e fu sepolto nella Chiesa del Gesù. 

## Opere
Oltre alcuni scritti storiografici, tra cui particolarmente notevole è una relazione sui fatti di Praga del 1618, compose diverse opere poetiche, tramandate da due manoscritti perugini; in entrambi al primo posto compare la tragedia Germanicus, che l'Aureli compose in età giovanile, perché fosse recitata nel Collegio Romano, ma che ebbe anche una successiva rappresentazione pubblica a Perugia nel 1628 ed è stata edita recentemente.